# Verticordia
Genre
Classification phylogénétique
Verticordia est un genre de plantes à fleurs de la famille des Myrtaceae.
Ce sont des arbustes ligneux aromatiques à belles petites fleurs. On les trouve principalement dans le sud-ouest de l'Australie avec plusieurs espèces dans les régions septentrionales. Une révision du genre en 1991 a produit un classement de Verticordia en 3 sous-genres, 24 sections et 101 espèces. Les différentes espèces de Verticordia ont des formes très diverses, occupent une grande variété d'habitats et peuvent être abondantes ou rares. Leur abondante et remarquable floraison font qu'elles ont été exploitées pour la fleuristerie et qu'elles sont admirées comme fleurs sauvages.

## Espèces
Genre Verticordia
Sous-genre Chrysoma
Section Chrysoma
V. acerosa - V. citrella - V. subulata - V. endlicheriana
Section Jugata
V. chrysanthella - V. chrysantha - V. galeata - V. brevifolia - V. coronata - V. amphigia - V. laciniata
Section Unguiculata
V. nobilis - V. grandiflora - V. rutilastra
Section Sigalantha
V. serrata - V. integra
Section Chrysorhoe
V. patens - V. nitens - V. aurea
Section Cooloomia
V. cooloomia
Section Synandra
V. staminosa
Sous-genre Verticordia
Section Verticordia
V. crebra - V. helichrysantha - V. plumosa - V. stenopetala - V. sieberi - V. harveyi - V. pityrhops - V. fimbrilepis
Section Corymbiformis
V. polytricha - V. densiflora - V. brownii - V. eriocephala - V. capillaris
Section Micrantha
V. minutiflora - V. fastigiata  - V. vicinella
Section Infuscata
V. oxylepis - V. longistylis
Section Elachoschista
V. verticordina
Section Pencillaris
V. dasystylis - V. penicillaris
Section Pilocosta
V. huegelii - V. brachypoda - V. multiflora
Section Catocalypta
V. roei - V. inclusa - V. apecta - V. insignis - V. habrantha - V. lehmannii - V. pritzelii
Section Platandra
V. gracilis
Section Recondita
V. humilis
Section Intricata
V. monadelpha - V. mitchelliana - V. pulchella
Sous-genre Eperephes
Section Integripetala
V. helmsii - V. rennieana - V. interioris - V. mirabilis - V. picta
Section Tropica
V. cunninghamii - V. verticillata - V. decussata
Section Jamiesoniana
V. jamiesoniana
Section Verticordella
V. pennigera - V. halophila - V. blepharophylla - V. lindleyi - V. carinata - V. attenuata - V. drummondii - V. wonganensis - V. paludosa - V. luteola - V. bifimbriata - V. tumida - V. mitodes - V. centipeda - V. auriculata - V. pholidophylla - V. spicata - V. hughanii
Section Corynatoca
V. ovalifolia
Section Pennuligera
V. comosa - V. lepidophylla - V. chrysostachys - V. aereiflora - V. dichroma - V. x eurardyensis - V. muelleriana - V. argentea - V. albida - V. fragrans - V. venusta - V. forrestii - V. serotina - V. oculata - V. etheliana - V. grandis